# Feitoria da Ibiapaba
A Feitoria da Ibiapaba localizava-se na Serra da Ibiapaba no atual estado brasileiro do Ceará. Foi um posto colonial e comercial de franceses, sendo o primeiro grupo de europeus a pisarem em solo cearense.

## História
Em 1590, desembarcaram no Ceará os primeiros europeus. Tratava-se de uma expedição francesa sob o comando de Adolf Montbille (o corsário "Mambille" ou "Bombille" para os colonizadores portugueses) que se estabeleceu na Serra da Ibiapaba, erguendo uma feitoria e um forte para a sua defesa ("Fort Saint Alexis"). Dedicaram-se à exploração de pau-brasil (Caesalpinia echinata), com o auxílio dos Tabajaras da região, com quem mantinham relações comerciais amistosas (in História do Exército Brasileiro, 1972:81-82).
Em 1603-1604, a expedição do Capitão-mor Pero Coelho de Souza percorreu a costa do Ceará à frente de 86 soldados e 200 indígenas (BARRETO, 1958:83), com ordens "de descobrir por terra o porto do Jaguaribe, tolher o comércio dos estrangeiros, descobrir minas e oferecer pazes aos gentios" e fundar "povoação e Fortes nos lugares ou portos que melhores lhe parecerem, procurando a amizade dos índios, oferecendo-lhes paz e a lei evangélica" (Regimento da expedição. apud STUDART FILHO, 1937:8). Nesse contexto, em 1604, atacaram e destruíram esta posição francesa, derrotando os Tabajaras, seus aliados (BARRETTO, 1958:84).